# Сунь Ян
Сунь Ян  (кит.: 孙 杨, 1 грудня 1991) — китайський плавець, триразовий олімпійський чемпіон, дев'ятиразовий чемпіон світу, п'ятиразовий чемпіон Азійських ігор.

## Виступи на Олімпіадах
| Олімпіада   | Дисципліна            | Місце |
| ----------- | --------------------- | ----- |
| Пекін 2008  | 400 м вільним стилем  | 28    |
| Пекін 2008  | 1500 м вільним стилем | 8     |
| Пекін 2008  | 4×200 вільним стилем  | 10    |
| Лондон 2012 | 200 м вільним стилем  | 2     |
| Лондон 2012 | 400 м вільним стилем  | 1     |
| Лондон 2012 | 1500 м вільним стилем | 1     |
| Лондон 2012 | 4×200 вільним стилем  | 3     |
| Ріо 2016    | 200 м вільним стилем  | 1     |
| Ріо 2016    | 400 м вільним стилем  | 2     |
| Ріо 2016    | 1500 м вільним стилем | 16    |